# Trey Smith
Henry Louis „Trey“ Smith III (geboren am 16. Juni 1999 in Humboldt, Tennessee) ist ein US-amerikanischer American-Football-Spieler auf der Position des Guards. Er spielt für die Kansas City Chiefs in der National Football League (NFL). Zuvor spielte er College Football für Tennessee und wurde von den Kansas City Chiefs in der sechsten Runde im NFL Draft 2021 ausgewählt. Mit den Chiefs gewann Smith den Super Bowl LVII und den Super Bowl LVIII.

## Highschool
Smith besuchte die University School of Jackson in Jackson, Tennessee. Dort wurde er in drei Jahren als All-State Offensive Lineman ausgezeichnet. Er wurde von allen großen Scouting-Plattformen als Fünf-Sterne-Rekrut ausgezeichnet, von ESPN wurde er sogar als der beste Spieler des gesamten Jahrgangs 2017 angesehen. Smith entschied sich, College Football für die Tennessee Volunteers der University of Tennessee zu spielen, obwohl er auch Angebote von Ohio State, Ole Miss und Alabama erhielt.

## College
Bereits In seiner ersten Saison war er ein fester Bestandteil der Offensive Line. Er startete in allen zwölf Spielen der Saison, zuerst auf Right Guard und dann auf Left Tackle. Nach der Saison wurde er in das Second-Team All-SEC gewählt. Nach dem siebten Spiel der Saison 2018 wurde bei ihm ein Blutgerinnsel in der Lunge entdeckt. Bereits vor der Saison wurde bei ihm dies festgestellt, allerdings dachte man, dass sich Smith davon erholt hatte. Deswegen verpasste Smith die restliche Saison.
In der Saison 2019 durfte er wieder spielen. Er besetzte die Position des Left Guards, da Freshman Wanya Morris auf Left Tackle spielte. Am Ende der Saison wurde er für seine überzeugenden Leistungen in das First-Team All-SEC gewählt. Trotz Spekulationen, dass er sich für den NFL Draft 2020 anmelden würde, kehrte er 2020 für seine letzte Saison am College zurück. In seiner letzten Saison startete er wieder alle zehn Spiele als Left Guard. Dabei erlaubte er nur einen Sack in der gesamten Saison. Nach der Saison wurde er abermals in das First-Team All-SEC gewählt, zusätzlich nahm er am Senior Bowl 2021 teil.

## NFL
Obwohl Smith als einer der besseren Spieler im NFL Draft 2021 galt, wurde er aufgrund von 2018 entdeckten Gesundheitsproblemen (Blutgerinnseln in der Lunge) erst an 226. Stelle in der sechsten Runde von den Kansas City Chiefs ausgewählt. Am 13. Mai 2021 unterschrieb er einen Vierjahresvertrag.
Bereits in seiner ersten Saison wurde zum Starter auf Right Guard und spielte dort jeden Snap der Offense. Mit den Kansas City Chiefs erreichte er das AFC Championship Game, welches sie mit 24:27 gegen die Cincinnati Bengals verloren. Für seine Leistungen wurde er in das PFWA All-Rookie Team gewählt.